# کیناکریدون
کیناکریدون (به انگلیسی: Quinacridone) یک ترکیب شیمیایی با شناسه پاب‌کم ۱۳۹۷۶ است. شکل ظاهری این ترکیب، پودر قرمز است.